# Graderia subintegra
Graderia subintegra är en snyltrotsväxtart som beskrevs av Maxwell Tylden Masters. Graderia subintegra ingår i släktet Graderia och familjen snyltrotsväxter. Inga underarter finns listade i Catalogue of Life.